# Xã Bear Creek, Quận Dickey, Bắc Dakota
Xã Bear Creek (tiếng Anh: Bear Creek Township) là một xã thuộc quận Dickey, tiểu bang Bắc Dakota, Hoa Kỳ. Năm 2010, dân số của xã này là 183 người.